# Berazategui
Berazategui je město nacházející se v provincii Buenos Aires v Argentině. Leží v severní části provincie Buenos Aires a východní části země. Je předměstím hlavního města Argentiny Buenos Aires a tvoří tak součást tzv. Metropolitní oblast Buenos Aires (Gran Buenos Aires). Při sčítání lidu v roce 2010 mělo město 324 156 obyvatel. Město bylo formálně založeno v roce 1960, ale historie organizovanějšího osídlení sahá do druhé poloviny 19. století. Město je známé především sklářským průmyslem. Proto se mu říká i Capital Nacional del Vidrio, tedy Národní hlavní město skla.